# Pierre de Sales Laterrière
Pour les articles homonymes, voir Laterrière.
Pierre Sales de Laterrière né dans l'Albigeois (23 septembre 1743 - 14 juin 1815) est un aventurier qui a quitté la France en 1766. Il a été commis, puis inspecteur et directeur des forges du Saint-Maurice et seigneur des Éboulements. Il s'illustra au Québec au lendemain de la Conquête anglaise.
Il étudie la médecine à Harvard (Massachusetts). Exerçant ensuite dans la région de Trois-Rivières, puis à Québec, il connaît une existence aventureuse et haute en couleur. Bravant l'opinion publique et le clergé, ce libre penseur, défenseur des sages-femmes et franc-maçon, a vécu de longues années en concubinage avec Marie-Catherine Delezenne qu'il finit par épouser en 1799, après la mort de son premier mari.
Emprisonné sur ordre du gouverneur Haldimand (1779-1782), par le juge de la Cour des plaids-communs, René-Ovide Hertel de Rouville, au lendemain de l'invasion américaine, il s'est ensuite exilé à Terre-Neuve (1782-1783), à la suite d'une fausse accusation de trahison.
En 1810, il a acquis la seigneurie des Éboulements.
Il a écrit ses mémoires.
L'un de ses fils, Pierre-Jean de Sales Laterrière, est l'auteur de A Political and Historical Account of Lower Canada, un réquisitoire en faveur des Canadiens français maltraités sous le Régime anglais.